# 大顺 (张献忠)

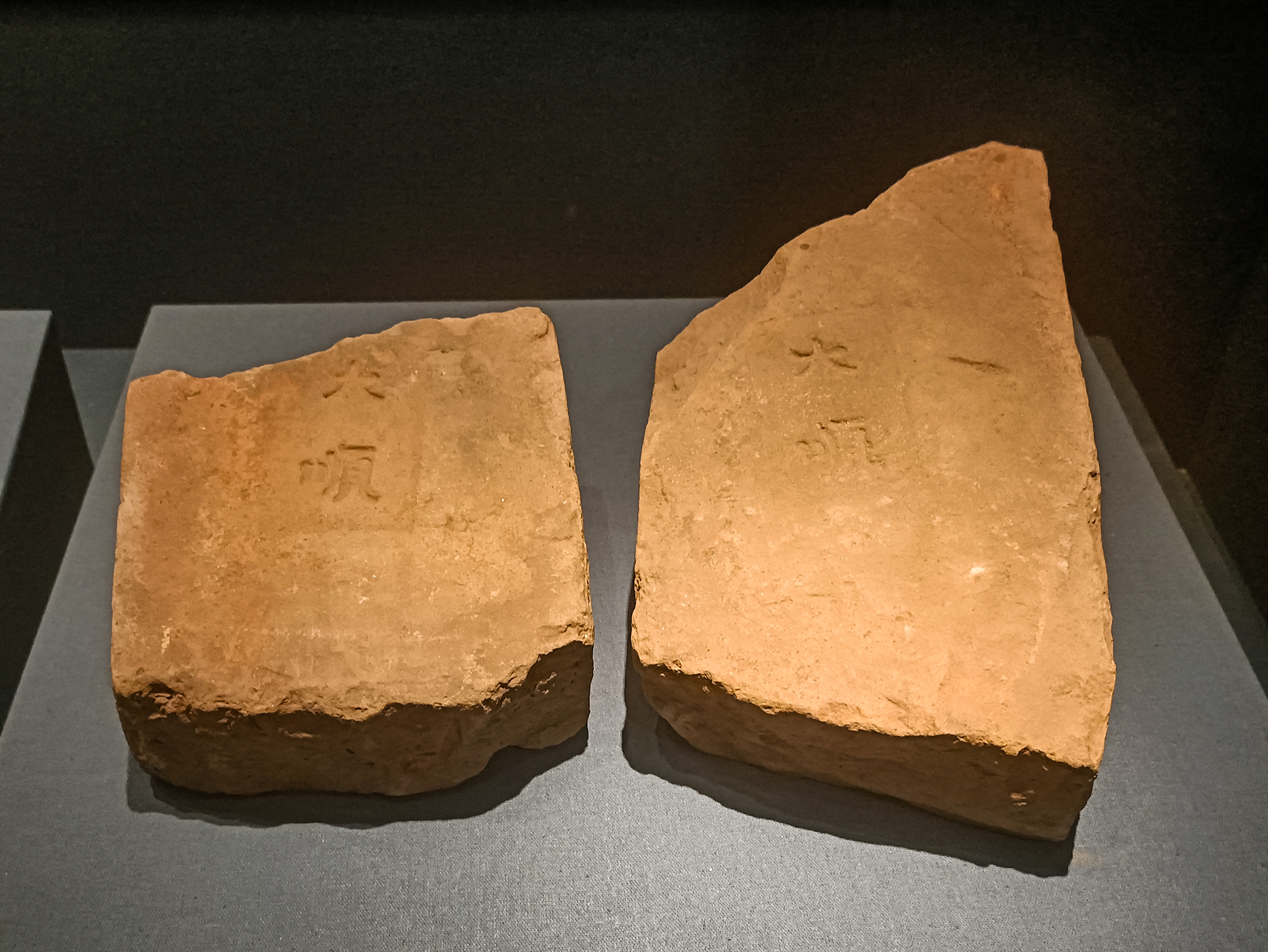
西昌市出土的“大顺”铭文城砖，成都博物馆藏

大顺（1644年八月—1647年八月）为中国明清之际大西张献忠的年号，前后共3年。大顺三年十一月二十七日（1647年1月2日），张献忠战死；此后，大西军余部仍沿用大西国号和大顺年号，直到大顺四年八月，大西军主要领导人孙可望去大西国号和大順年號，改用干支纪年。一作改元「義武」。

## 天令
明代史料記載張獻忠在崇禎十五年（1642年）八月僭號改元，未載年號名稱。無名氏《鵑客隨筆》謂崇禎十五年（1642年）張獻忠謀改元天令，但並未實行。

## 義武
《明季遺聞》記載崇禎十六年（1643年）八月張獻忠改元義武。李崇智認為義武是高迎祥年號兴武之誤。

## 公元纪年对照表
| 大顺 | 元年   | 二年   | 三年   | 四年   |
| ---- | ------ | ------ | ------ | ------ |
| 公元 | 1644年 | 1645年 | 1646年 | 1647年 |
| 干支 | 甲申   | 乙酉   | 丙戌   | 丁亥   |

## 同期存在的其他政权年号
- 中國
  - 崇祯（1628年－1644年）：明朝—朱由检之年号
  - 弘光（1645年）：南明—朱由崧之年号
  - 隆武（1645年－1646年）：南明—朱聿键之年号
  - 监国鲁（1645年－1653年）：南明—鲁王朱以海之年号
  - 绍武（1646年）：南明—绍武帝之年号
  - 定武（1646年－1664年）：南明—韩王朱本铉（朱亶塉）之年号（存疑）
  - 永昌（1644年－1645年）：大顺—李自成之年号
  - 顺治（1644年－1661年）：清朝—清世祖福临之年号
  - 天定（1644年）：清朝时期—刘守分之年号
  - 重兴（1644年）：清朝时期—秦尚行之年号
  - 清光（1645年）：清朝时期—胡守龙之年号
- 日本
  - 寬永（1624年－1644年）：後水尾天皇、明正天皇、後光明天皇之年號
  - 正保（1644年－1648年）：后光明天皇之年號
- 越南
  - 福泰（1643年－1649年）：后黎朝—黎真宗黎维祐之年号
  - 順德（1638年－1677年）：莫朝—莫敬完之年号

## 參看
- 中國年號索引
- 其他时期使用的大顺年号